# Molepolole
Molepolole es un pueblo en el país de Botsuana.  Tiene una población de 69.789 habitantes (2008), y es el pueblo de la tribu Bakwena.  Molepolole se encuentra a 50 kilómetros al oeste de Gaborone, la capital de Botsuana. Es considerada como la entrada del desierto Kalahari.  
- Datos: Q170725
- Multimedia: Molepolole / Q170725